# Ейлін Донан
Ейлін Донан (англ. Eilean Donan, шотл. гел. Eilean Donnain) — це маленький припливний острів там, де зустрічаються три морські лохи, лох Дуїх, лох Лонг та лох Алш (Loch Duich, Loch Long, Loch Alsh) у західних Гайлендс  Шотландії. Мальовничий замок, який часто з'являється на фото, фільмі та телебаченні, домінує на острові і розташований на відстані 1 км від селища Дорні. З часу реставрації замку на початку 20-го ст. острів з берегом поєднує пішохідний міст.
Ейлін Донан є частиною «Національної мальовничої території Кінтейл», однієї з 40 у Шотландії. У 2001 році офіційне населення острова складало лише одну людину, але на час перепису 2011 року на острові не було «постійних мешканців».
Ейлін Донан, що означає просто «острів Доннана», названий на честь Доннана з Еггу, кельтського святого, що став мучеником 617 р. За легендою Доннан заснував на острові скит, хоча його слідів не знайдено.
Замок був заснований у 13-му ст. та став фортецею клану Макензі і їх союзників клану Макре. Участь Макензі у повстаннях якобітів спричинила знищення замку урядовими суднами 1719 р. Сучасні будівлі були збудовані шляхом реконструкції руїн підполковником Джоном Макре-Гілстрапом у 20-му ст.

## Історія
Можливо, що на острові існував ранньохристиянський скит, заснований у 6-му чи 7-му ст. і присвячений Доннану з Егга, який був замучений на острові Егг у квітні 617 р. Залишків якихось християнських будівель не збереглося, але були знайдені фрагменти спеченого каміння, яке було піддано високим температурам, що вказує на існування укріплення Залізної доби чи Раннього середньовіччя.

### Витоки замку
На початку 13-го ст., під час правління Олександра II (правив 1214—1249 рр.), був збудований великий замок з фортечною стіною, який охоплював більшу частину острова. У той час територія була на межі між вікінг-кельтським Королівством островів та графством Росс, і Ейлін Донан створив сильну захисну позицію проти нападів вікінгів. Легенда про заснування розповідає, що син голови клану Метісон отримав дар спілкування з птахами, і після багатьох пригод за морями, він отримав багатство, владу та повагу Олександра II, який попросив його збудувати замок для захисту свого королівства.
Пізніше, острів став фортецею клану Макензі з Кінтейлу, що початково були васалами Вільяма, графа Росс. Вважається, що у той час у замку розташовувались клани Макре і Макленнан, які пізніше близько асоціювались з кланом Макензі. Традиційні оповіді клану Макензі розповідають, що граф Вільям шукав переваги від Пертської угоди 1266 року, якою король Норвегії Магнус VI уступив Гебридські острови Шотландії, і вимагав, щоб його васал Кеннет Макензі повернув йому замок для розширення земель Вільяма на острови; Макензі відмовились і граф Вільям намагався захопити замок силою, але Макензі та їх союзники відбили напад.
Історичні записи клану Макензі також стверджують (з відсутніми або дуже малими сучасними їм свідоцтвами), що Роберт I Брюс знайшов притулок у Ейлін Донан взимку 1306—1307 рр.; замок не брав іншої участі у Війнах за незалежність Шотландії. 1331 року Томас Рандольф, граф Морей, надіслав до замку офіцера, щоб повідомити його мешканців про свій візит. При підготовці до візиту були заарештовані та страчені 50 порушників, а їх голови виставлені на стінах замку для схвалення Мореєм. Вважається, що в середині 14-го ст. клан Макензі програв у їх тривалій ворожнечі з графами Росс; граф Вільям III подарував Кінтейл Рагналлу Макруаідрі ((Raghnall Mac Ruaidhrí) 1342 р. За допомоги Леода Макгіллеандра (Leod Macgilleandrais), граф начебто полонив Кеннета Макензі, третього графа Кінтейл, та стратив його в Інвернессі 1346 р. Вважається, що протягом цього періоду Ейлін Донан був у руках Дункана Макалея, який утримував його для Макензі проти графа та його союзників. Юний син Кенета, Мурдо Макензі, начебто уникнув спроби графа його вбити та по поверненню короля Шотландії Давида II з вигнання, начебто права Мурдо на землі Кінтейла та на Ейлін Донан були підтверджені грамотою 1362 року (з якої, однак, не збереглось жодного фрагменту). Також вважається, що у першій половині 14-го ст. на землях Кінтейла почав селитися клан Макре, який мігрував з Б'юлі Фірт (Beauly Firth); клан отримав довіру лердів Макензі можливим родинним зв'язком та сприятливими шлюбами. Макре почали діяти як тіло-охоронці Макензі, заслуживши кличку «кольчуга Макензі».

### Ворожнеча кланів

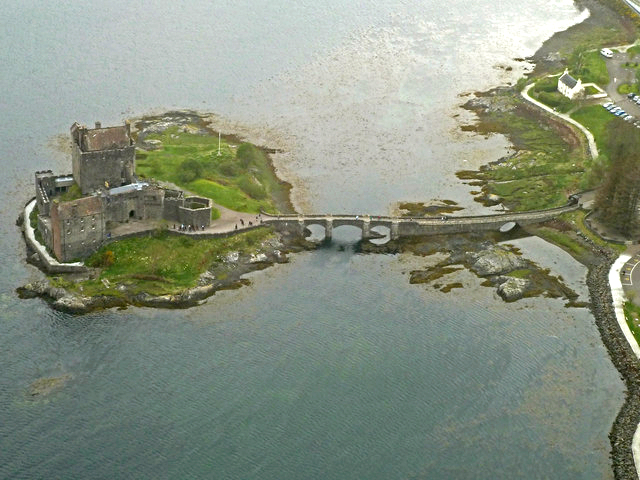
Вид з повітря на Ейлін Донан

Король Яків I, який мав намір заспокоїти Гайлендс, прибув до Інвернесса 1427 року та запросив найвпливовіших голів кланів на зустріч. Вважається, що серед них був і молодий Олександр Макензі, шостий граф Кінтейл. По прибуттю на зустріч, Яків заарештував голів кланів. Сімейні історії клану Макензі кажуть, що хоча декілька голів кланів були страчені або ув'язнені, з огляду на юність Олександра, він був відправлений до школи у Перті. Дядьки Олександра намагалися отримати контроль над Кінтейлом, але констебль Дункан Макалей утримував Ейлін Донан від його імені. Фіоннла Дубх мак Гіллехріосд (Fionnla Dubh mac Gillechriosd), який вважається істориками клану засновником клану Макре у Кінтейлі, був посланий повернути молодого лерда. Вважається, що під час свого правління, лерд Олександр підтримував монархію проти правителів королівства Островів Макдональдів та отримав ще одну грамоту на Кінтейл 1463 р. Олександр помер у поважному віці близько 1488 р.; його наступником став Кенет Макензі, сьомим графом Кінтейл, який був переможцем битви при Блар На Пейрс (Blar Na Pairce) проти Макдональдів. Кенет помер через декілька років потому; його наступником спочатку став його старший син, а після його смерті 1497 р. — другий син Джон з Кілліна, який був неповнолітнім. Його дядько, Гектор Рой Макензі, намагався узурпувати землі Макензі та призначив у Ейлін Донан власного констебля — Малькольма Мак Яна Чарріча Макре. Беззаконні дії Гектора призвели до оголошення Макензі бунтівниками і 1503 року Олександр Гордон, 3-й граф Гантлі запропонував підкорити Ейлін Донан та управляти ним від імені короля. Король Шотландії Яків IV надав корабель на підтримку його нападу. Врешті-решт Джон вмовив свого дядька відмовитись від його вимог, а Гектор погодився передати Ейлін Донан. Однак констебль відмовився це зробити, і прихильники Джона здійснили облогу замку. Гектор пізніше вмовив констебля Малкольма Мак Єна Чарріча віддати замок, після чого він був зміщений, а констеблем призначений Крістофер Макре (Макгіллехріосд Мак Фіоннлах Мхік Рат) близько 1511 р. Джон з Кілліна отримав нову грамоту на Кінтейл та Ейлін Донан 1509 р.
1539 року Дональд Горм Макдональд зі Сліта розграбував землі клану Маклауд з Дунвегана на острові Скай, а потім атакував землі Макензі з Кінлох'ю, де був вбитий Майлз (Маольмур), брат Крістофера Макре. Після серії рейдів у відповідь, Дональд Горм дізнався, що у Ейлін Донан слабкий гарнізон та організував несподіваний напад. На той час у замку перебувало лише двоє осіб: нещодавно призначений Єн Дубх Метісон та ворден. Дункан Макгіллехріосд з клану Макре, син колишнього констебля, прибув на початку нападу та вбив кілька людей з клану Макдональд на задніх воротах. Стріли нападників вбили Метісона та вордена, але Макгіллехріосд спромігся смертельно поранити Дональда Горма останньою стрілою, і Макдональди відступили. Очікувалось, що Макгіллехріосд буде призначений новим констеблем, але його вважали надто впертим; як компроміс між інтересами кланів Макре та Макленнан був призначений місцевий священник Джон МакМерчадх Дубх (Джон Мерчісон). Розлючений цим, Макгіллехріосд полишив Кінтейл та вступив на службу до лорда Ловата; пізніше він повернувся та оселився у Інверінейт.
Син Макгіллехріосда Крістофер Макре став констеблем Ейлін Донан та утримував замок під час чергової війни кланів, цього разу між Макензі та кланом Макдональд з Гленгаррі. Війна розпочалася 1580 року та тривала майже 25 років. Десь 1602 року Ейлін Донан був базою для військових нападів, які здійснював у протоці Кайл Реа син Крістофера Дункан. Наступником Крістофера на посаді констебля став преподобний Мердок Мерчісон, священник з Кінтейлу.

### 17-те ст.

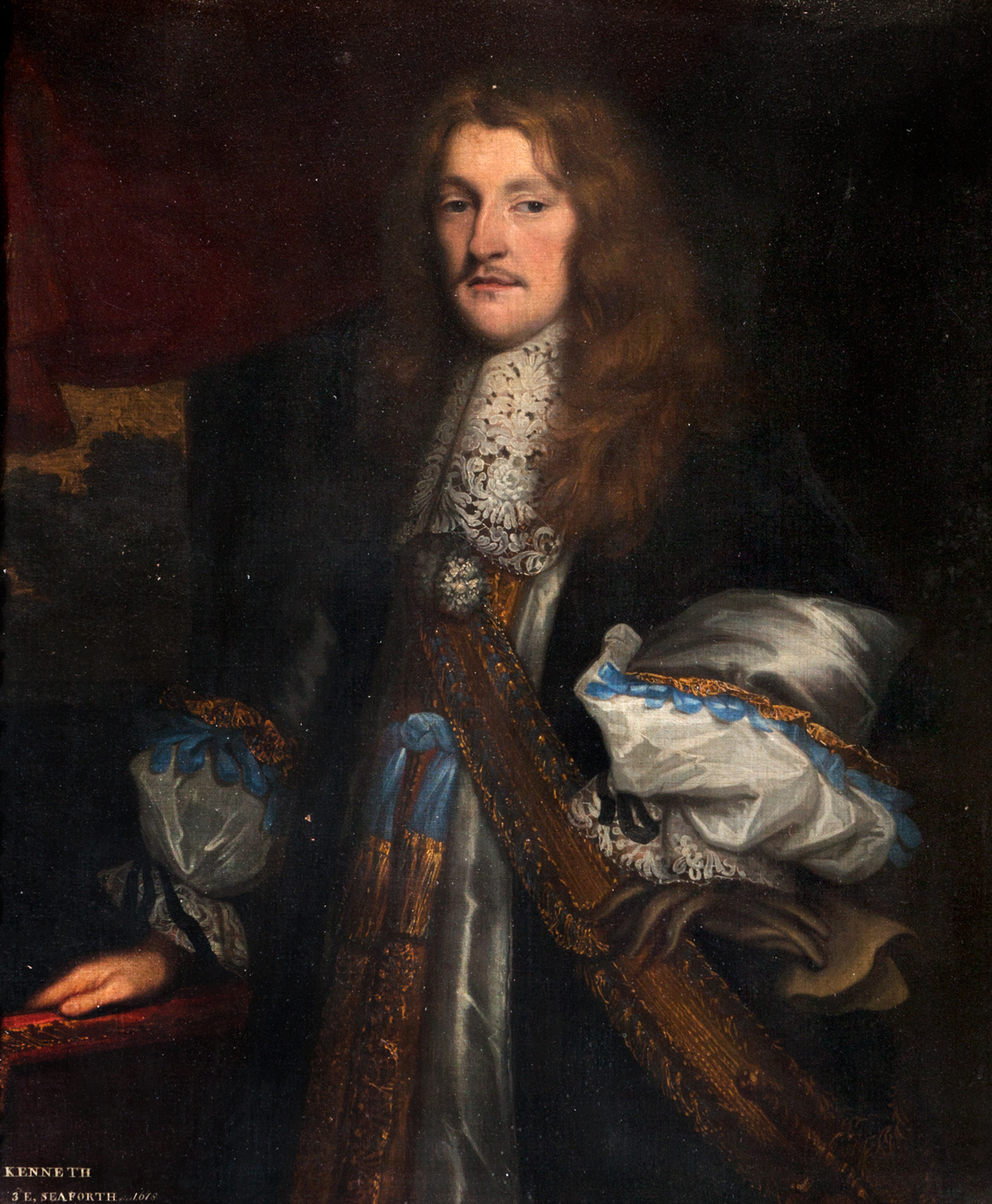
Кенет Макензі, 3-й граф Сіфорт, зростав у Ейлін Донан під наглядом преподобного Фаркугара Макре

Преподобний Фаркугар Макре, син Крістофера Макре, народився у замку 1580 року. Після навчання у Единбурзькому університеті і прийнятті сану, 1618 року він був призначений констеблем замку та священником Кінтейлу по смерті Мердока Мерчісона. Колін Макензі з Кінтейла став першим графом Сіфорт 1623 року; він жив переважно у Шанонрі Россів у Фортроузі, але регулярно відвідував Ейлін Донан, де констебль май розважати його та його свиту у кількості від 300 до 500 осіб, а також сусідніх лердів. 1635 року Джордж Макензі, другий граф Сіфорт, призначив Фаркугара наставником свого шестирічного сина Кеннета, який відповідно зростав у Ейлін Донан.
У громадянських війнах середини 17-го ст. граф Сіфорт прийняв сторону короля Англії Карла I. Після страти короля, 1650 року парламент Шотландії наказав розміщення гарнізону у Ейлін Донан. Місцеве населення не схвально поставилось до гарнізону: коли 30 солдатів гарнізону вийшли з замку вимагати провіант від місцевого населення, 10 чоловіків заперечили цим вимогам. У бійці загинуло декілька солдатів. Невдовзі після того, гарнізон полишив замок. Наступного року брат графа, Саймон Макензі з Лохсліну зібрав довкола замку військо роялістів, але з невідомих причин він посварився з Фаркухаром Макре та вимагав, щоб той покинув замок. Фаркухар спочатку чинив спротив, і незважаючи на втручання молодого Кеннета, його змушені були фізично вивести Локслін та Джордж Макензі (пізніше герцог Кромарті). Врешті-решт він погодився полишити замок без насилля, зазначивши, що він застарий жити у холодному замку. Таким чином він став останнім констеблем, який жив у Ейлін Донан аж до його реконструкції, хоча він залишився священником Кінтейлу до смерті 1662 року у віці 82 р.
Після цього, у замку недовго жив герцог Балкаррес з дружиною, які приїхали до Гайлендс підтримати роялістське повстання графа Гленкейрна, хоча Балкаррес пізніше посварився з графом та поїхав. У червні 1654 р. Джордж Монк, герцог Альбемарль, військовий губернатор Шотландії при уряді Олівера Кромвеля, пройшов військом через Кінтейл, придушуючи повстання. Його військо знищило багато власності та вкрало 360 голів худоби Фаркухара Макре, але вбито було лише одну людину.

### Повстання якобітів та руйнування замку
1689 року король Яків VII з династії Стюартів був змушений відмовитись від трону і корона була запропонована Вільгельму III Оранському, у так званій «Славній революції» (англ. Glorious Revolution). Ця революція також встановила у Шотландії пресвітеріанство, хоча Гайлендс в цілому залишились римокатоликами і вірними Стюартам. Наслідком була серія повстань якобітів та зростання військової присутності у Шотландії, коли англійські війська намагались захопити та підкорити Гайлендс. У 1714 році під час огляду урядових укріплень військовий інженер Льюїс Петіт зробив єдиний збережений малюнок Ейлін Донан. Чернетка з висотами та детально промальований план показують занедбаний замок, переважно без даху, за виключенням малої будівлі при вході.
Велике повстання якобітів відбулось 1715 року; очолюване графом Мар, воно було спробою відновити на троні вигнаного Якова Стюарта. Вільям Макензі, 5-й граф Сіфорт, приєднався до армії якобітів на чолі з людьми кланів Макензі та Макре. Клан Макре тренувався у Ейлін Донан і за оповідками вони танцювали на даху замку до участі у Битві при Шерифмуїр, де їх загинуло 58 людей зі сторони якобітів. Битва не визначила переможця, а повстання невдовзі закінчилось невдачею.
Після провалу повстання 1715 року, якобіти знайшли нову підтримку в Іспанії, яка протистояла і Англії і Франції у Війн четверного альянсу. Герцог Ормонд очолював головний іспанський флот вторгнення, а авангард з 300 іспанських військових під керівництвом Джорджа, 10-го графа Марішал, прибув у Лох Дуйх у квітні 1719 року та зайняв замок Ейлін Донан. Однак очікуване повстання Гайлендс не відбулося, а основний флот іспанців так і не прибув. На початку травня королівський флот послав туди кораблі: 10 травня кораблі HMS Worcester, HMS Flamborough і HMS Enterprise стали якорем біля Ейлін Донан та постали човен з флагом переговорів. Коли іспанські солдати відкрили вогонь по човну, його відкликали та всі три кораблі відкрили вогонь по замку. Наступного дня бомбардування продовжилось, а ввечері англійці висадились та легко захопили замок, адже за даними бортового журналу «Worcester» у замку був «ірландець-капітан, іспанський лейтенант, сержант, один шотландський бунтівник і 39 іспанських солдатів, 343 бочок пороху та 52 бочок мушкетних куль.» Наступні два дні англійці руйнували замок, а потому «Flamborough» відвіз іспанських полонених до Единбургу. Залишок іспанського авангарду був переможений 10 червня у битві при Гленшіл.

### Реставрація та подальше використання
Замок був відбудований підполковником Джоном Макре-Гілстрапом між 1919 і 1932 рр. Для полегшення доступу в замок також був доданий міст. Також було додано військовий меморіал, присвячений людям з клану Макре, які загинули у Першій світовій війні; меморіал віншують рядки з вірша Джона Макре «У полях Фландрії», а по його боках розташовані сірі польові гармати часів війни. Замок був відкритий для публіки 1955 р. і з того часу є популярним у туристів: 2009 року його відвідало понад 314 тис. осіб, що зробило його третім за популярністю у Шотландії. 1983 замок перейшов у власність «Conchra Charitable Trust», заснованого родиною Макре для утримання та відновлення замку ; 1998 року було відкрито спеціально побудований центр для відвідувачів на материковій стороні моста до замку.
Замок регулярно потрапляє до переліків найбільш фотографованих пам'яток Шотландії, та є одним з її символів; його зображення часто використовується на упаковці та в рекламі печива, віскі та інших продуктів.
Ейлін Донан декілька разів фігурував у фільмах, починаючи з «Bonnie Prince Charlie» 1948 р. і «The Master of Ballantrae» 1953 р. Він був місцем дії у короткометражці 1980 р. «Black Angel», яку зняли для показу у кінотеатрах разом з «Зоряні війни: Імперія завдає удару у відповідь». Він присутній у фільмі «Горець» (1986) як домівка клану клану Маклауд, був фоном у танцювальній сцені фільму Боллівуду «Kuch Kuch Hota Hai» 1998 р. і слугував шотландською штаб-квартирою MI6 у фільмі «І цілого світу замал» 1999 р. У фільмі «Єлизавета: Золотий вік» Ейлін Донан зображував англійський замок Фотерінгей. У фільмі «Made of Honor» Ейлін Донан є домівкою родини нареченого.

## Архітектурний розвиток
Замок Ейлін Донан зазнав декілька фаз розвитку від найбільш ранніх укріплень 13-го ст. до його руйнування 1719 року та подальшої реконструкції на початку 20-го ст. Перша фаза складалась з куртини, яка оточувала більшу частину острова, а будинок вежі було додано у 14-му ст. У 14-му чи 15-му ст. зовнішній мур був покинутий і довкола будинку вежі був збудований менший мур. Подальша забудова у 16-му ст. відбувалась всередині цього двору, а також було додано захисні споруди на східній частині. Замок був майже повністю знищений 1719 року, після чого спливло майже 200 років до початку реконструкції. Хоча на острові відбувались розкопки з метою збору археологічних свідчень, більшість з них була втрачена при реконструкції, тому відновити чітку картину початкового замку важко. Також збереглося дуже мало історичних свідчень. Наприклад, укладач карт Тімоті Понт (бл. 1565—1614) залишив таку нотатку:
"The castell of Ylen Donen is composed of a strong and fair dungeon upon a rock, with another tower compasd with a fair barmkin wall, with orchards and trees, al within ane yland of the lenth of twa pair of butts almost round. It is sayd of old that castel consisted of seven tours."
Єдиний малюнок замку до його знищення був зроблений 1714 р. Льюїсом Петітом (бл.1665–1720), військовим інженером при Раді упорядкування, який прибув до Шотландії того року для перепису (огляду) Форт-Вільяму та інших захисних споруд. Серед його малюнків знайдено план та вид збоку замку, що чітко вказують напівзруйнований його стан у ті часи, у тому числі те, що вкрита дахом лише будівля у піденно-східному куті замку.

### Раннє укріплення
У 13-му ст., довкола острова була збудована куртина або фортечна стіна, яка оточувала більшість території над лінією високого припливу. Частково незначні залишки цих стін можна досі прослідкувати по землі довкола північного кінця острову. Східний та південний сегменти цієї стіни вважаються прихованими пізнішою забудовою, адже припускається, що площа оточеної стіною ділянки сягала до 3000 м². На північному кінці стіни збереглися фундаменти великої вежі, розміром близько 12Х13 м, а залишки фундаментів дозволяють припустити існування й інших веж на північно-східному та південно-західних кінцях ділянки. До внутрішнього двору вхід був через морські ворота у північно-західній куртині, за якими човни можна було витягнути на маленький пляж. Інший пляж на південному сході міг слугувати другим входом. Археологічні розкопки 2008 і 2009 рр. підтвердили, що ці мури існували, і також знайшли свідчення, що у північній частині замку була кузня. Донжон був збудований поруч з куртиною на найвищій точці острова ймовірно у 14-му ст.; розміри вежі становили 16,5×12,4 м, а стіни були три метри завтовшки. Перший поверх зі склепінням спочатку був двома поверхами, і до зал другого поверху вели сходи у північному мурі. Над ним ймовірно було ще два поверхи, включно з горищем. Згідно з більш пізнім малюнком Петіта, дах вежі був увінчаний ступінчастими щипцями та оточений проходом і бартизанами по кутах.

### Зменшений замок
Точно невідомо коли, але ймовірно наприкінці 14-го чи початку 15-го ст., зовнішні мури були покинуті на користь меншого захисного укріплення довкола площі лише 25 м². Вхід до цього малого двору був зі сходу. Причина такої зміни також невідомі, але можливо цю площу було легше захищати. У 16-му ст. на південному кінці укріплення були додані дві будівлі. Невеликий будинок був зведений всередині південно-східного кута стіни, а кругла вежа зі сходами на його північній стіні давала доступ до проходу по східній куртині. Розташований відразу за воротами, цей будинок ймовірно слугував домівкою для констебля або наглядача замку, і це єдина будівля з дахом на малюнках огляду Петіта. Біля південно-західного кута укріплення був зведений будинок форми літери «Г», найпізніше ймовірно на початку 17-го ст. Південна його частина розташована за межами внутрішньої куртини, а північне крило, яке могло бути збудоване дещо пізніше, — всередині мурів.

### Горнверк
Наприкінці 16-го ст. замок був розширений на схід створенням бастіону або «горнверку», що покращило захист входу. Горнверк складається з пари мурів, які оточують трикутний двір, поєднуючи східну стіну замку з неправильною шестикутною (або семикутною) спорудою. Ця споруда, яка має ширину 11,5 м, містить колодязь на найнижчому рівні, розмірами 5 м у діаметрі та 10 м глибини.; завдяки цьому дослідники МакГіббон та Росс вважають споруду водною вежею або цистерною. Однак існування двері на східній (зовнішній) стороні споруди, яку видно на фото 19-го ст., вказує, що вона слугувала як основний вхід до замку. Заповнену водою внутрішню частину могли долати за допомогою моста, що прибирався, і це складало додаткову перепону для нападників. З мосту, доступ до замку мав бути вгору по сходах, у трикутний двір і далі через ворота у східній куртині. Можливо, що на шестикутному бастіоні був дах і він слугував артилерійською позицією. Дослідження дна резервуара у 1893 році виявило дві латунні «подвійні аркебузи», розмірами бл. 1 м у довжину та діаметром вогневого каналу 25 мм. Також знайшли залізні ворота, які ймовірно були встановлені на східному вході до бастіону; зараз вони демонструються всередині замку. Колись у 17-му ст. цей складний вхід до замку був покинутий і був зроблений більш зручний вхід у південній стіні горнверку. Малюнок Льюїса Петіта 1714 року чітко демонструє, що на той час замок був в цілому занедбаний, і дах був лише на південно-східному кінці. Через чотири роки потому замок був зруйнований і на 1912 рік лишались лише незначні руїни.

### Сучасний замок

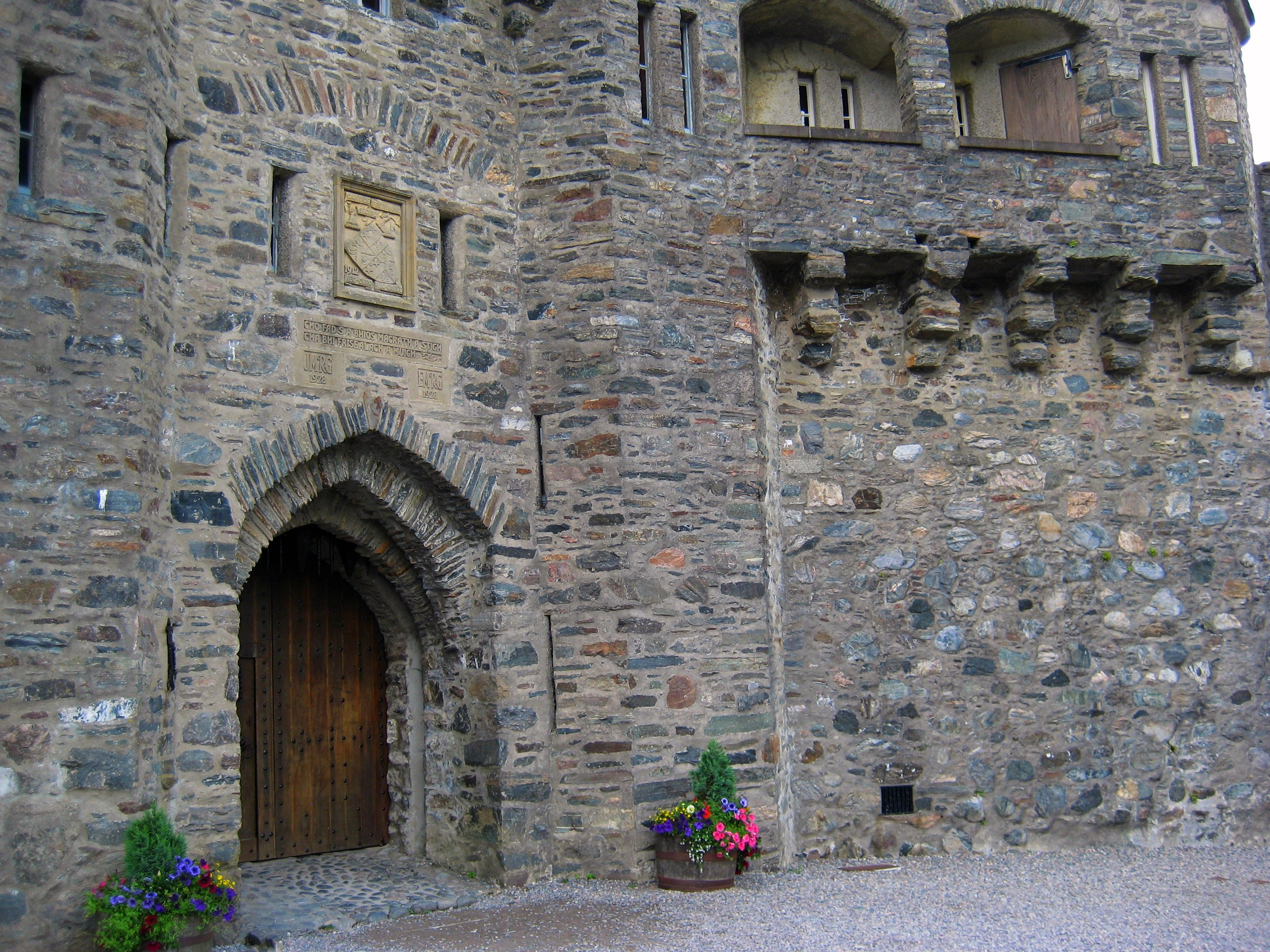
Реконструйований вхід до замку

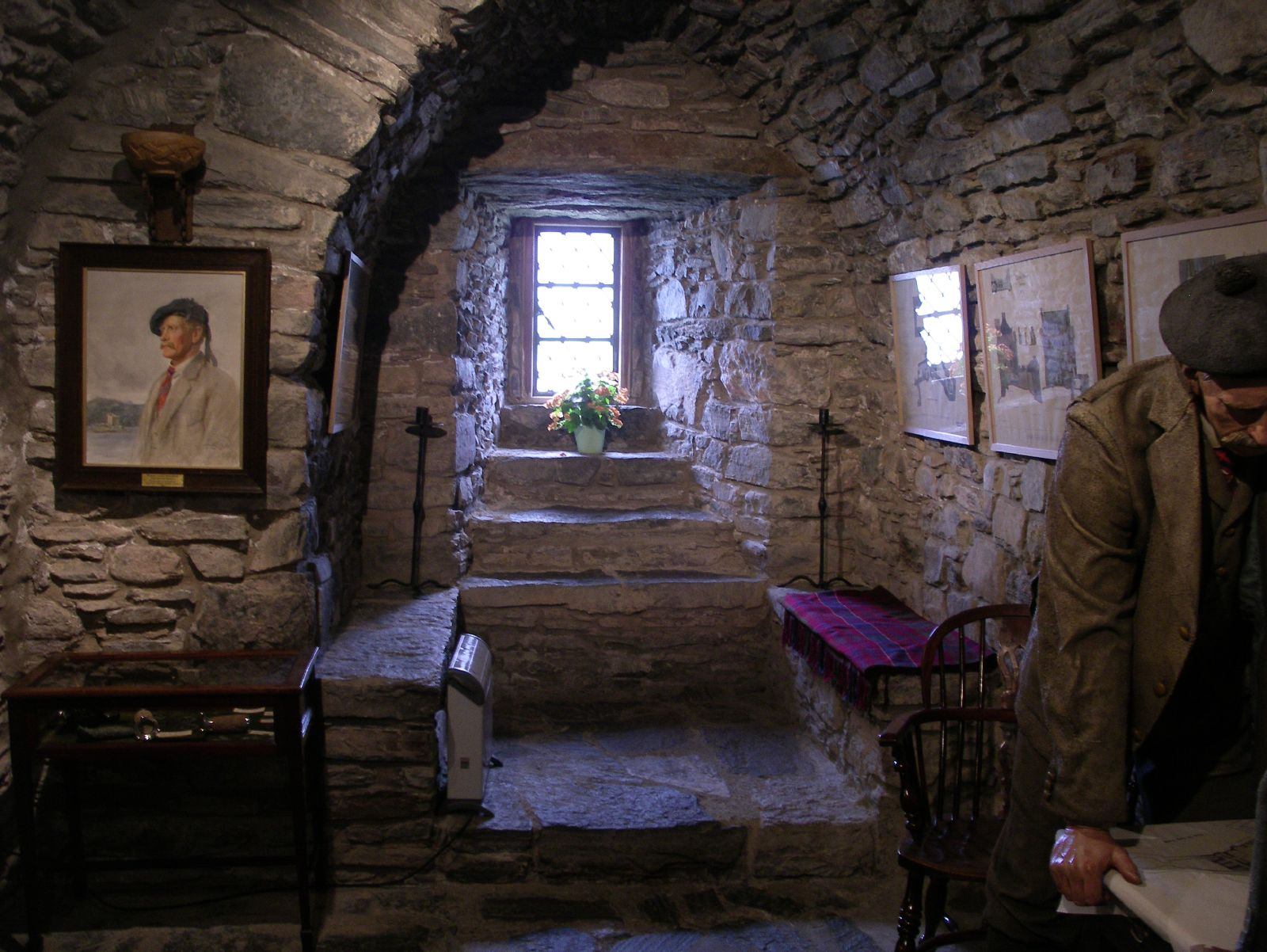
Кімната у донжоні

Сучасні будівлі замку постали в результаті реконструкції замку у 20-му ст., плани якої Гілстрап-Макре замовив единбурзькому архітектору Джорджу Макі Ватсону. Хоча відбудова наслідувала наявному поземному плану, деталі сучасного замку відрізняються від його початкового вигляду. Малюнки з перепису Льюїса Петіта не були знайдені до моменту, коли реставрація була вже майже завершена, і відбудовними були змушені покладатися на менш точні інтерпретації, такі як роботи Макгіббона та Росса, які намагалися створити план руїн замку наприкінці 19-го ст. Зокрема, вважається що клерк робіт Фаркухар Макре базував рекострукцію на сновидінні, в якому він побачив відновлений Ейлін Донан. В результаті відновлений Ейлін Донан не є справжнім середньовічним замком, а вважається «романтичною реінкарнацією у традиції відбудов замків початку 20-го ст.» Джон Гіффорд, якій провів порівнянні будівлі з оглядом Петіта, зазначає «надмірне прикрашення того, що початково ймовірно було неприкрашеним, та уникнення декорування там, де воно початково існувало»,, та описує внутрішній інтер'єр як and describes the interior as «едвардіанські декорації життя у Середньовіччі».
Сьогодні вхід до замку розташований з півдня, через сучасний портал, разом з герсою. Над дверима розташований напис гельською мовою такого змісту: «Доки всередині замку є Макре, Фрейзер не буде назовні», що є посиланням на родинні зв'язки між цими двома кланами; схожий напис колись був і в домівці клану Фрейзерів — замку Бофорт. Над цим вирізьблений герб Джона Макре-Гілстрапа. Через портал можна потрапити до двору, рівень якого був знижений і тепер видима скельна основав довкола будинку вежі. Сучасні будівлі на південному сході замку за формою відповідають більш раннім спорудам, включно з круглою вежею зі сходами, але більші за розміром. На південному заході була реконструйована лише південна частина будівлі у формі літери L, як простий триповерховий будинок, а на місці північного крила розташована оглядова платформа, яка дає вид на лох. Маленька вежа розташована на північно-західному куті. Донжон відповідає оригінальним розмірам, хоча раніше розділений перший поверх тепер є одним залом з тунельним склепінням. На другому поверсі розташована бенкетна зала з дубовою стелею, прикрашена гербом та каміном у стилі 15-го ст. Головні балки стелі у бенкетному залі витесані з ялини Дугласа (Douglas Fir), яку привезли з Британської Колумбії, Канада, як подарунок від клану Макре у Канаді. У маленькі кімнати в стінах можна потрапити з кожного залу.

## Галерея

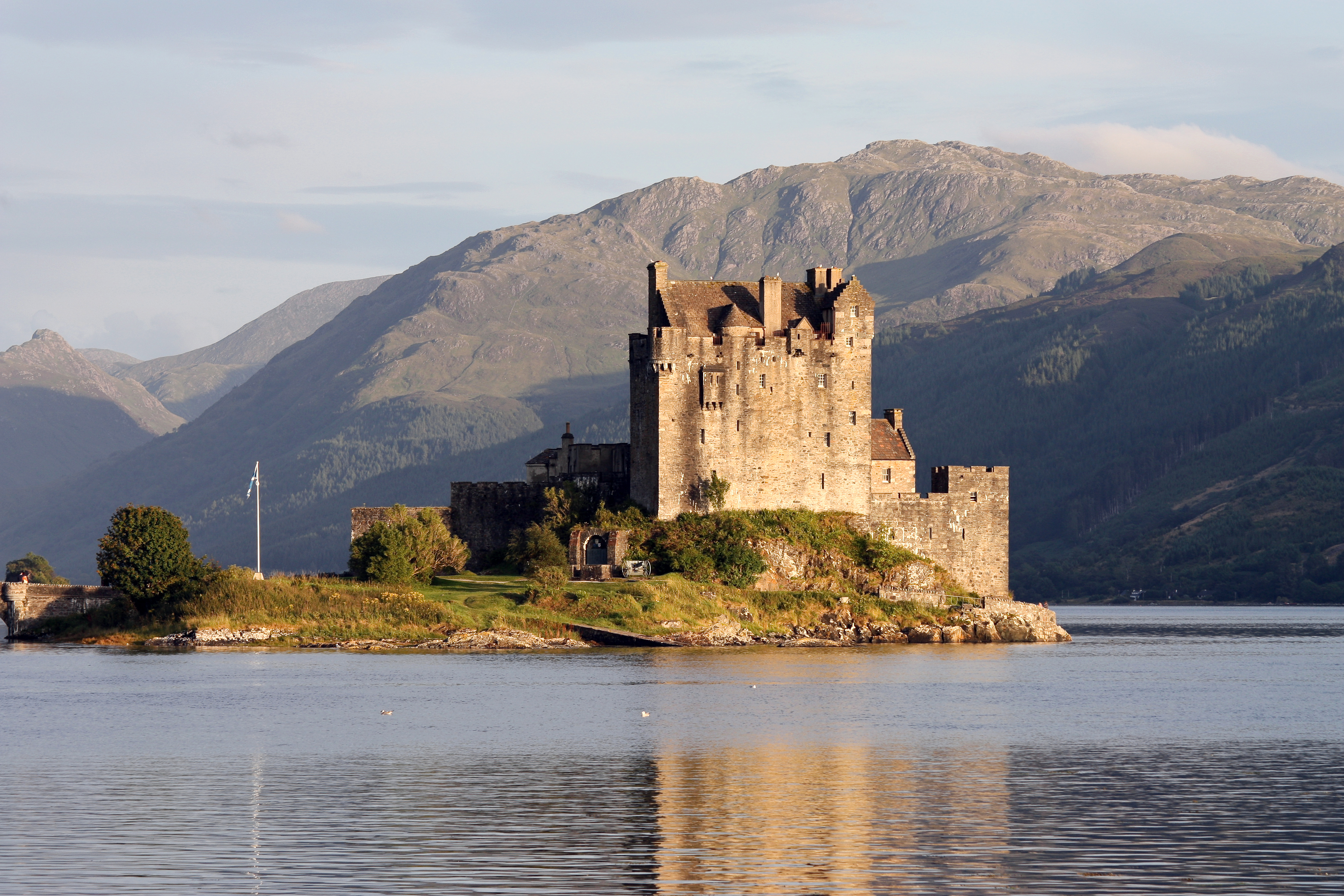
Вид на замок з заходу
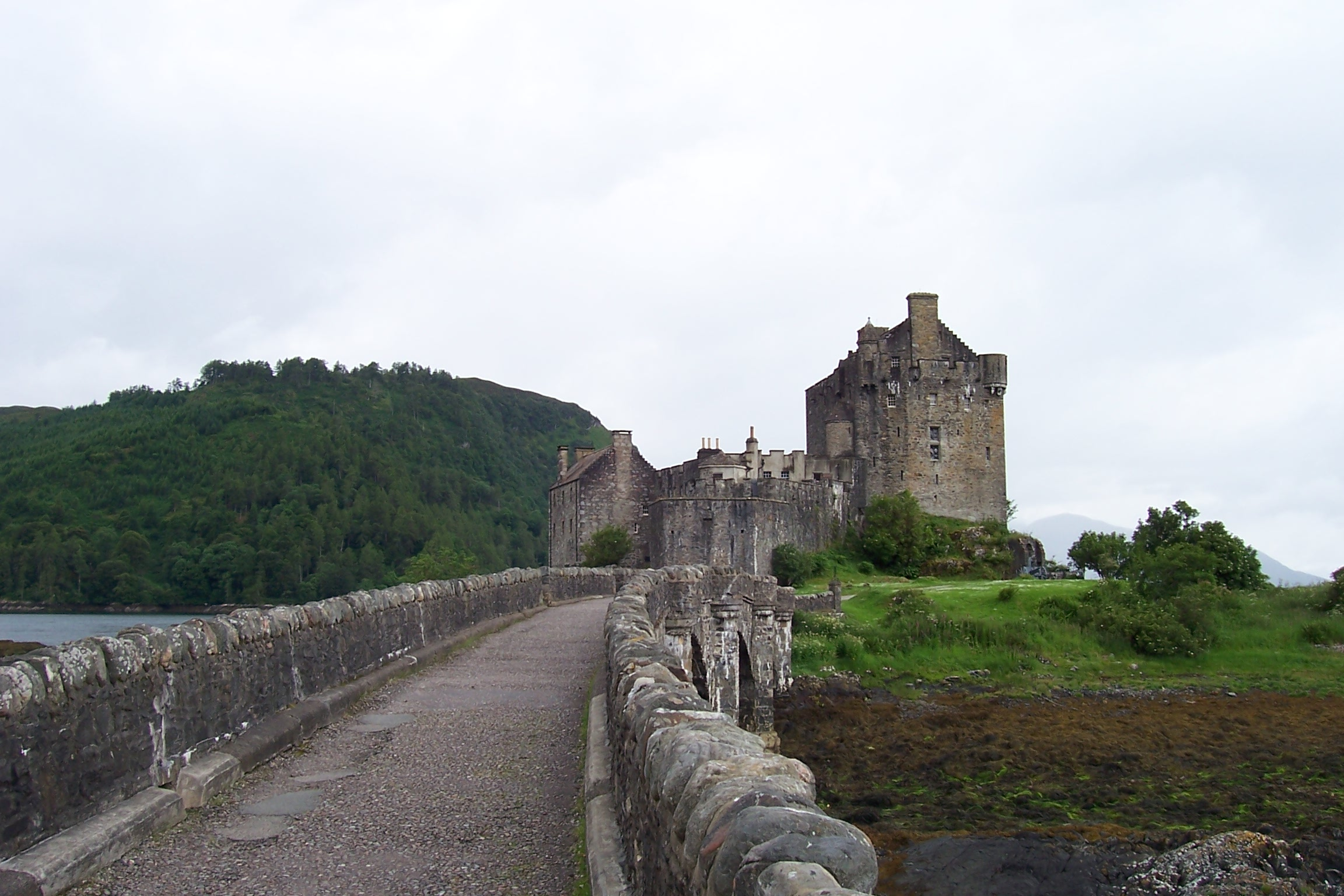
Вид на замок з мосту
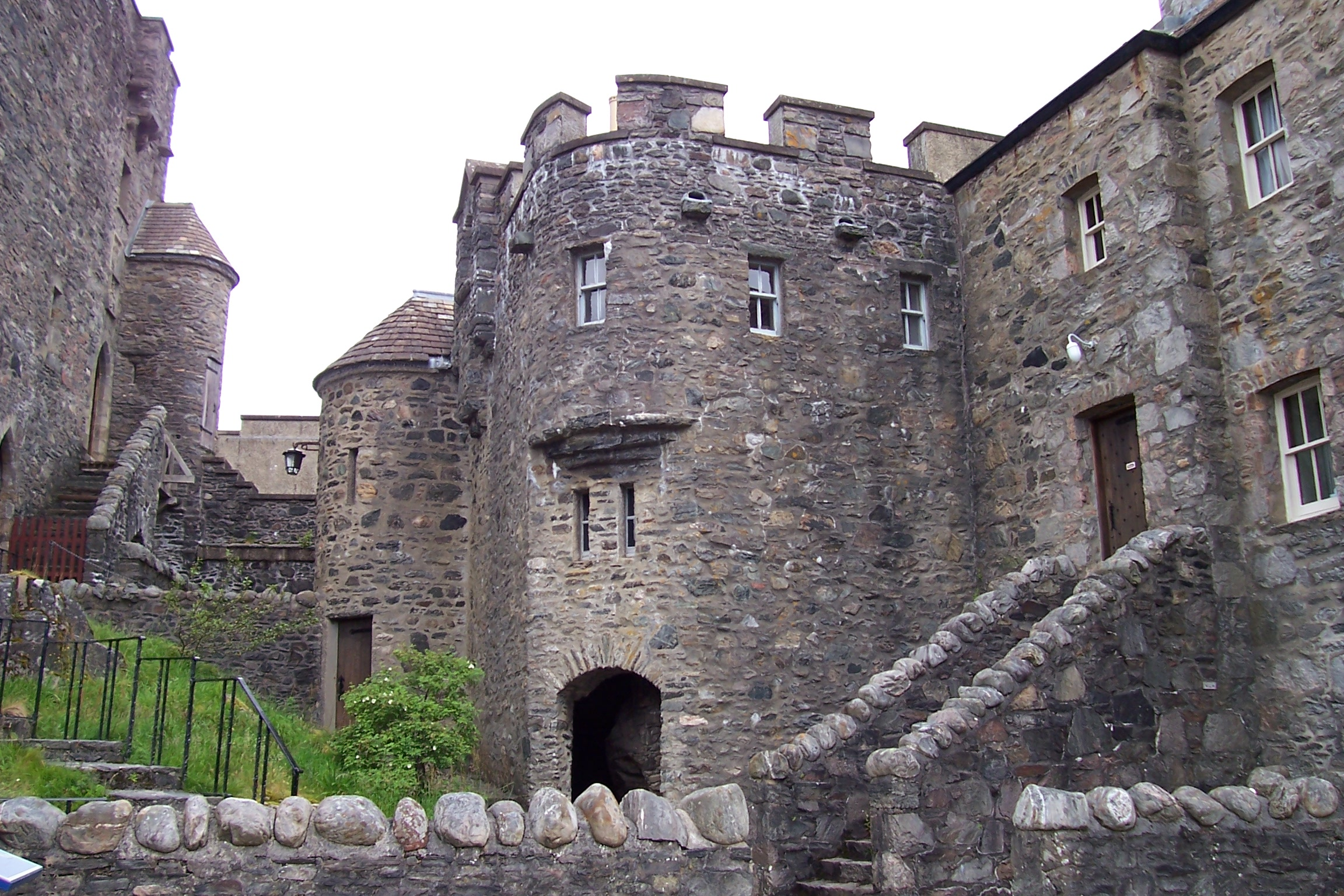
Замок всередині
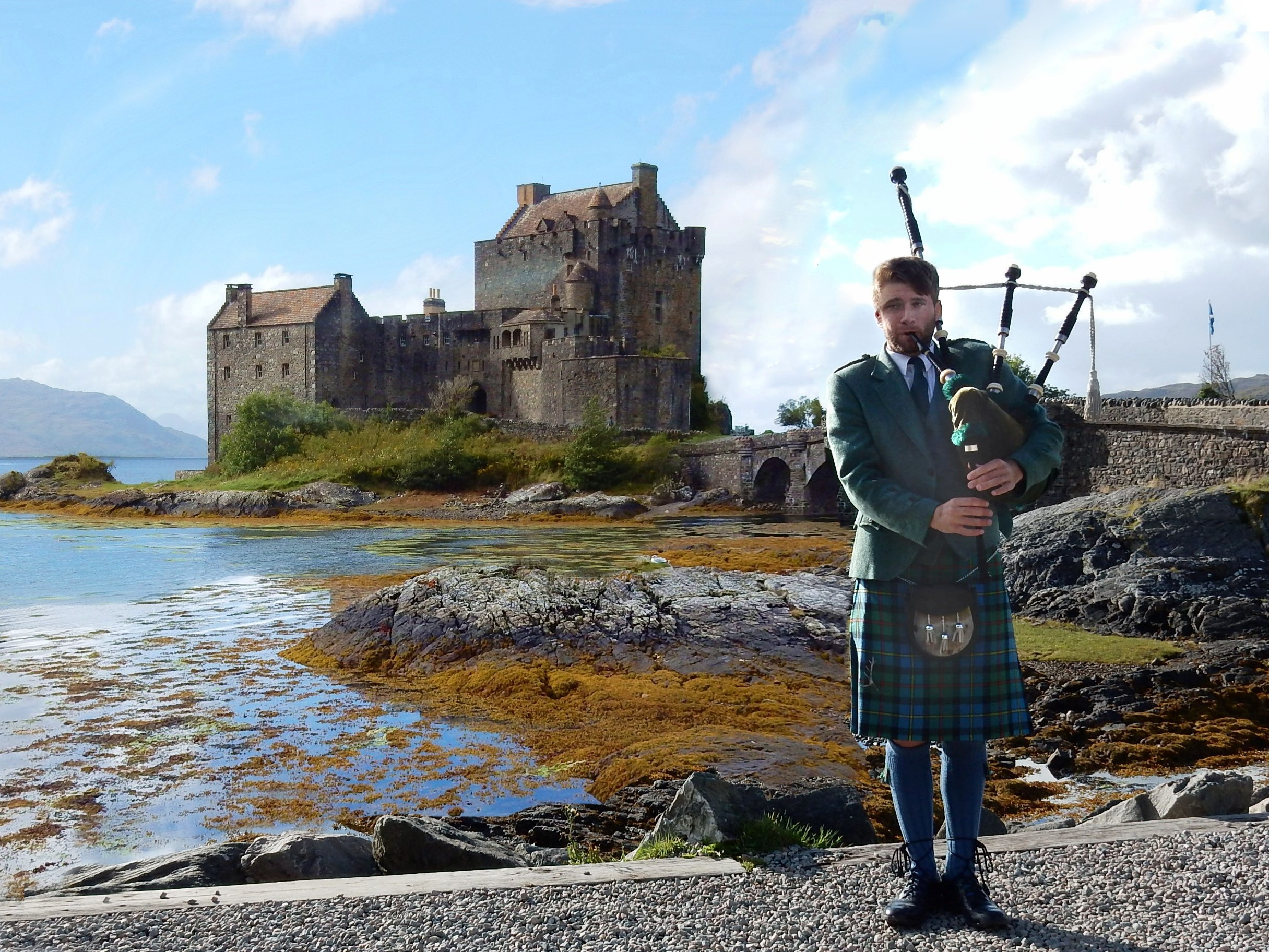
Музика грає на волинці на березі лоху перед замком
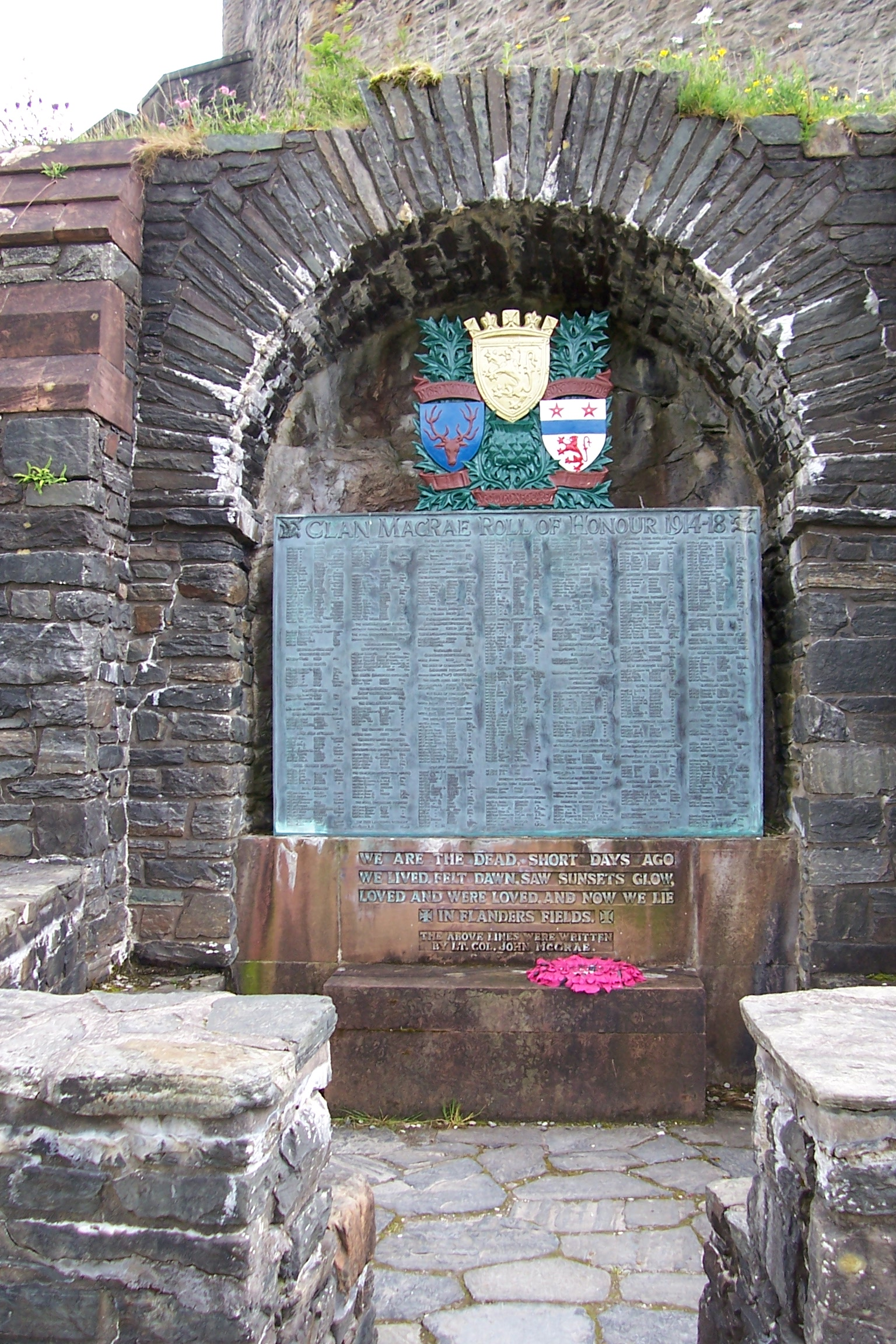
Дошка пошани клану Макре на території замку Ейлін Донан, додана під час реставрації.